# Ferrari F430
La Ferrari F430 est une automobile sportive de luxe construite et commercialisée par Ferrari de 2004 à 2009, remplaçant ainsi la Ferrari 360 Modena.
Elle est présentée au Mondial de l'automobile de Paris 2004, et se distingue de sa devancière par son V8 porté à 4,3 L, par un emploi important de l'aluminium, et une série d’innovations issues de la F1.

## Historique
Tout en recherchant un aspect plus dynamique que la Ferrari 360 Modena, la 430 reprend les codes stylistiques de sa devancière ainsi que l'architecture moteur. Ce bolide au gabarit imposant et à la visibilité réduite est toutefois docile grâce aux nombreuses aides à la conduite.

F430 Berlinetta
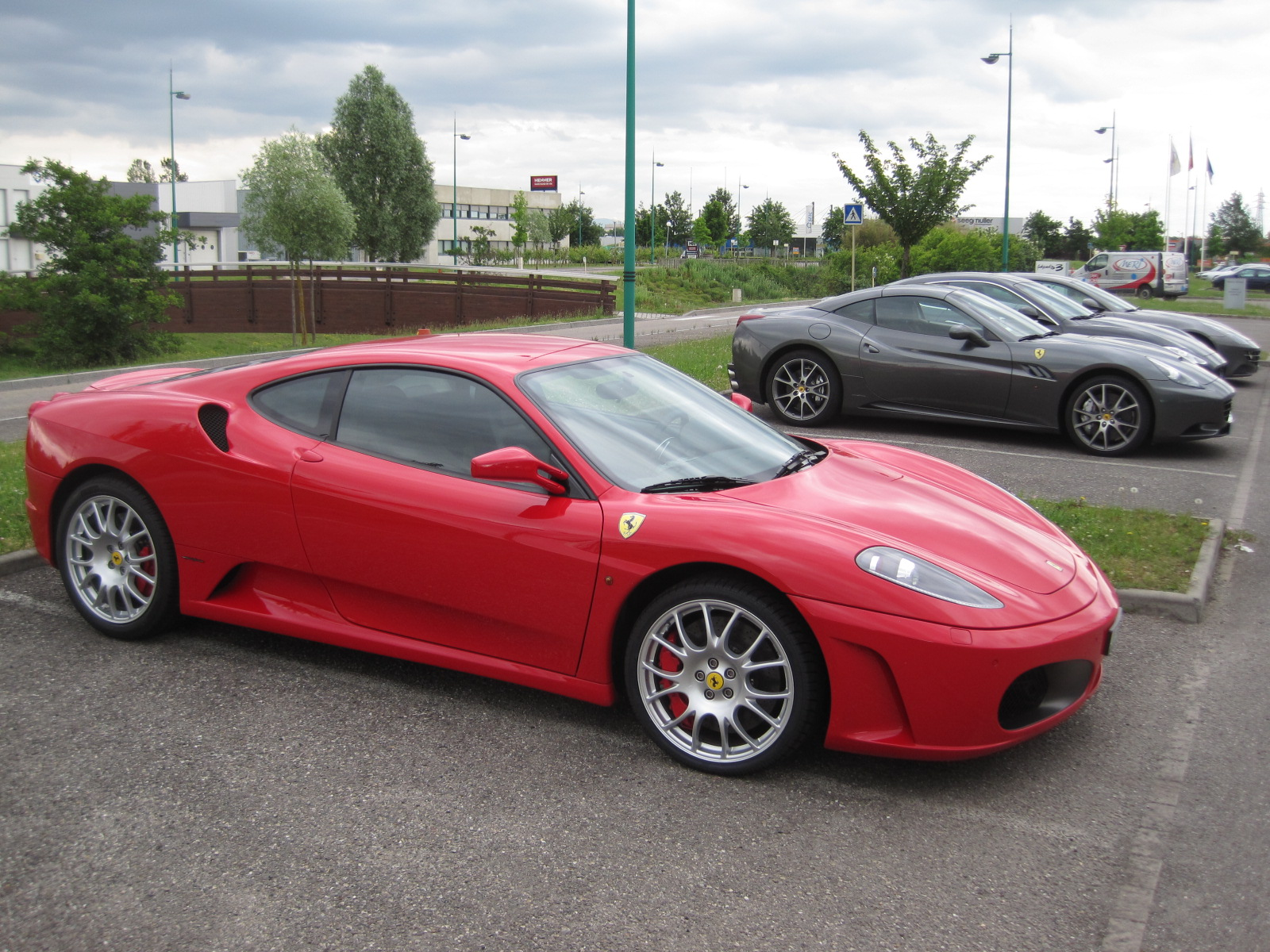
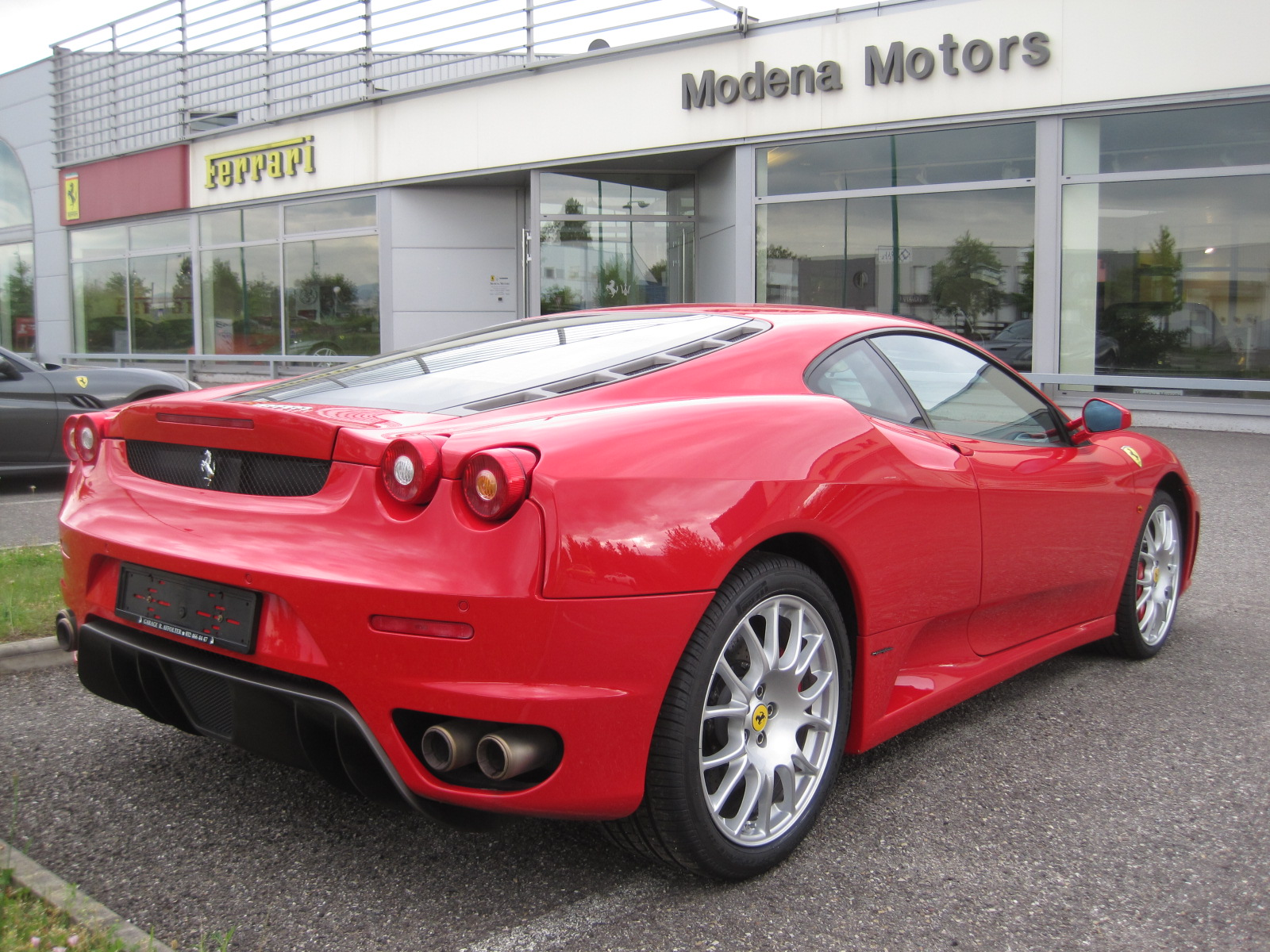
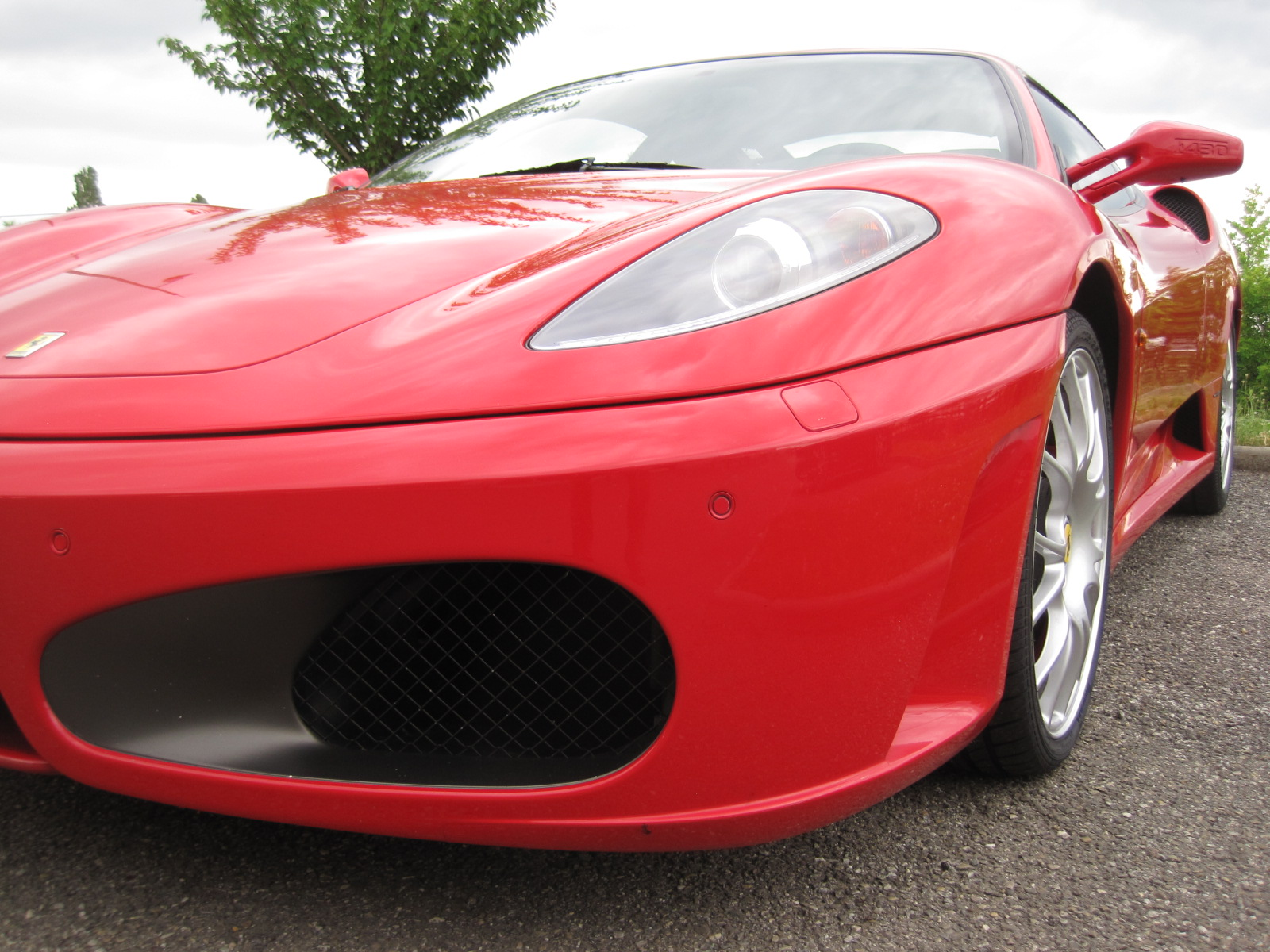
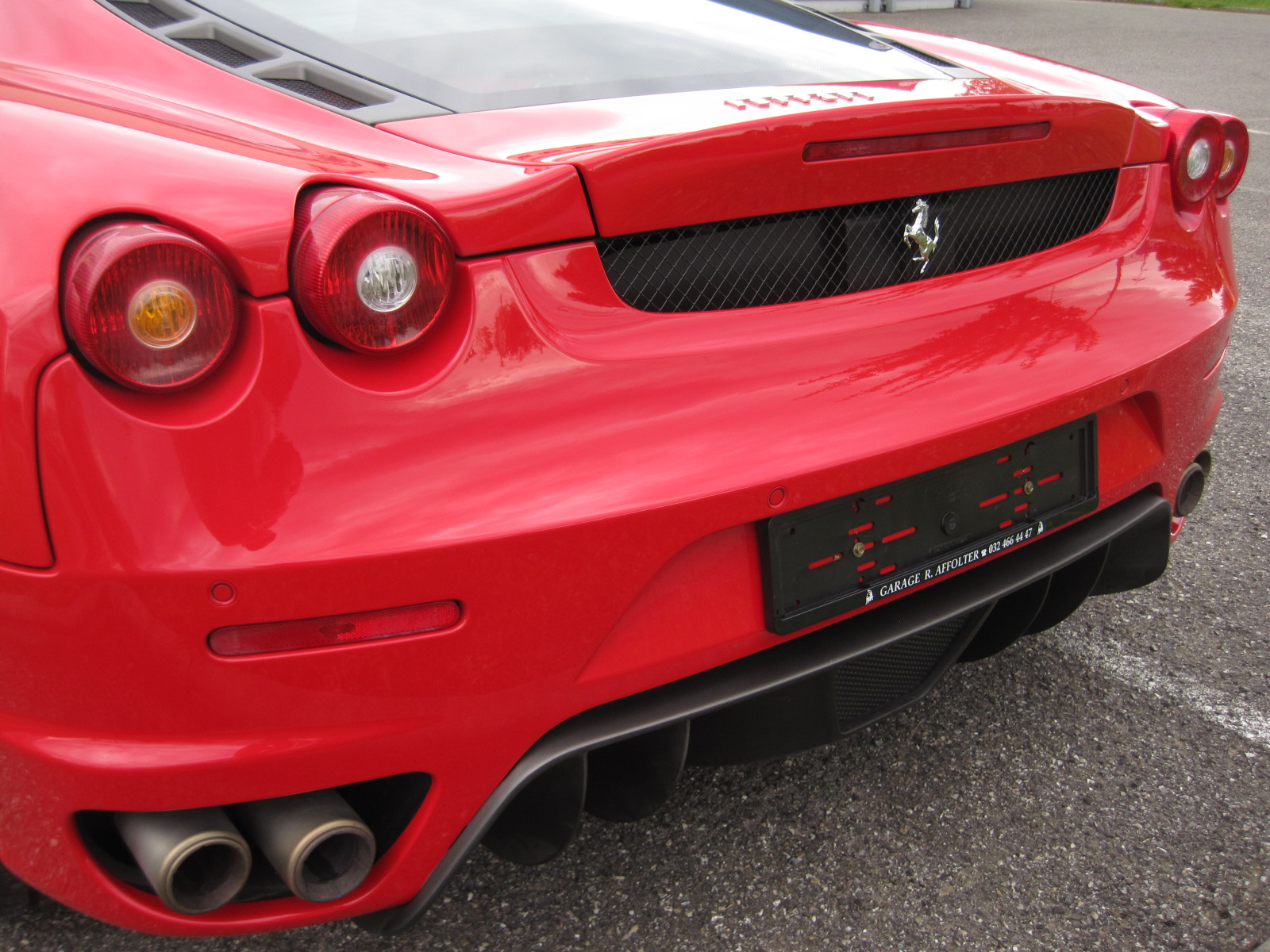

Grâce à une distribution variable en continu à l'admission (50°) comme à l'échappement (30°) et au montage d'un double collecteur d'admission bimode, le nouveau moteur de 4,3 L (type F 136) équipant déjà des Maserati (mais construit à la maison mère et revalorisé pour l'occasion) affiche un couple de 370 N m à 3 500 tr/min, soit un gain de 23 % en puissance et de 25 % en couple, correspondant à la valeur de couple maximum de l'ancien 3,6 L (monté sur la 360). Une touche gravée LC (pour « Launch Control »), située sur la console, permet de réaliser un départ canon sans se préoccuper de doser l'accélérateur et l'embrayage bidisque piloté par un groupe électro-hydraulique capable d'exercer un couple de blocage de 2 500 N m en seulement 100 millisecondes.
Le grand compte-tours gradué jusqu'à 10 000 tr/min est proposé, au choix, avec un fond rouge ou jaune. Les disques de frein en céramique sont proposés en option, jusqu'à leur adoption de série sur toute la gamme Ferrari en 2008. Le « manettino » permet de régler le degré d'intervention des aides à la conduite, le mode normal étant le mode « Sport », il est situé en bas à droite sur le volant.

## Les variantes

### F430 Spider
Tout comme ses prédécesseurs et dans la logique développée par Ferrari, la Ferrari F430 Spider est la déclinaison décapotable de la F430, à capote en toile motorisée. Elle s'escamote en 20 secondes.
Le cuir habille l'ensemble de l’habitacle, de pair avec le carbone de la console centrale et des aérateurs latéraux.
Ce modèle apparaît dans le film Miami Vice : Deux flics à Miami.

F430 Spider
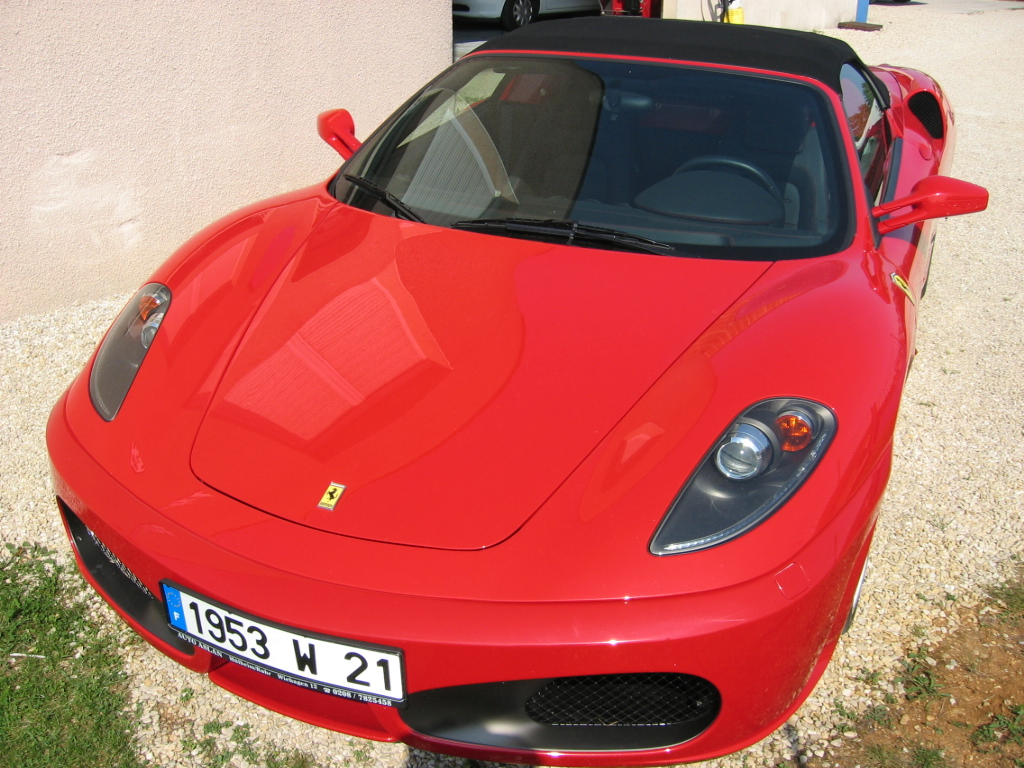
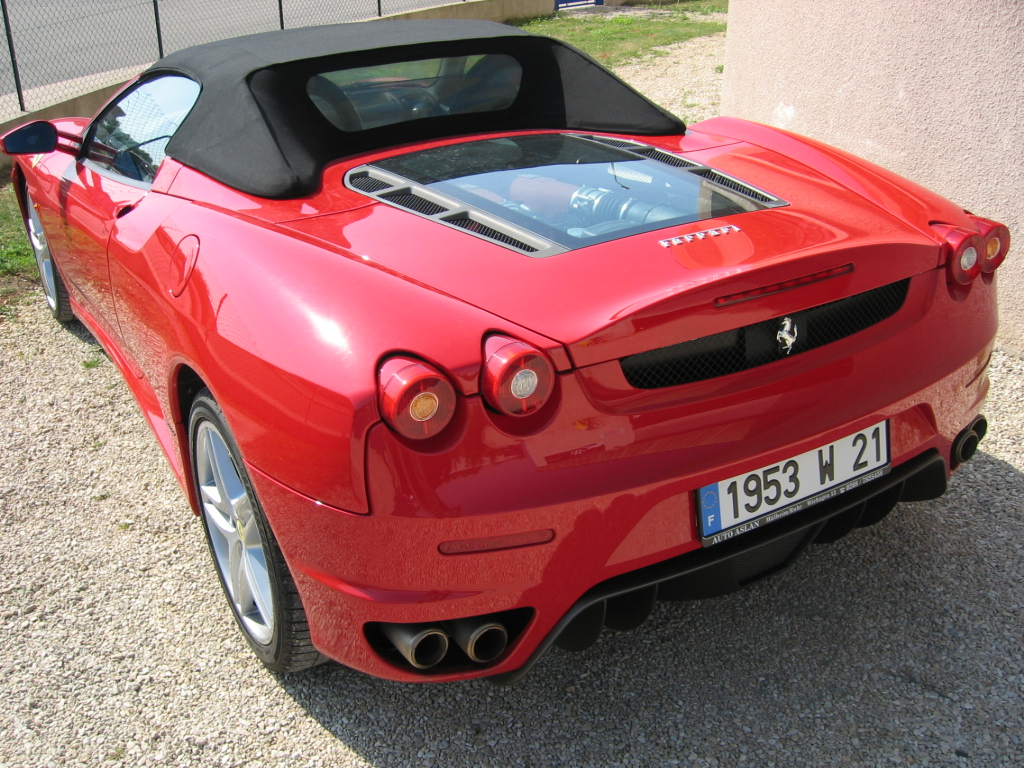
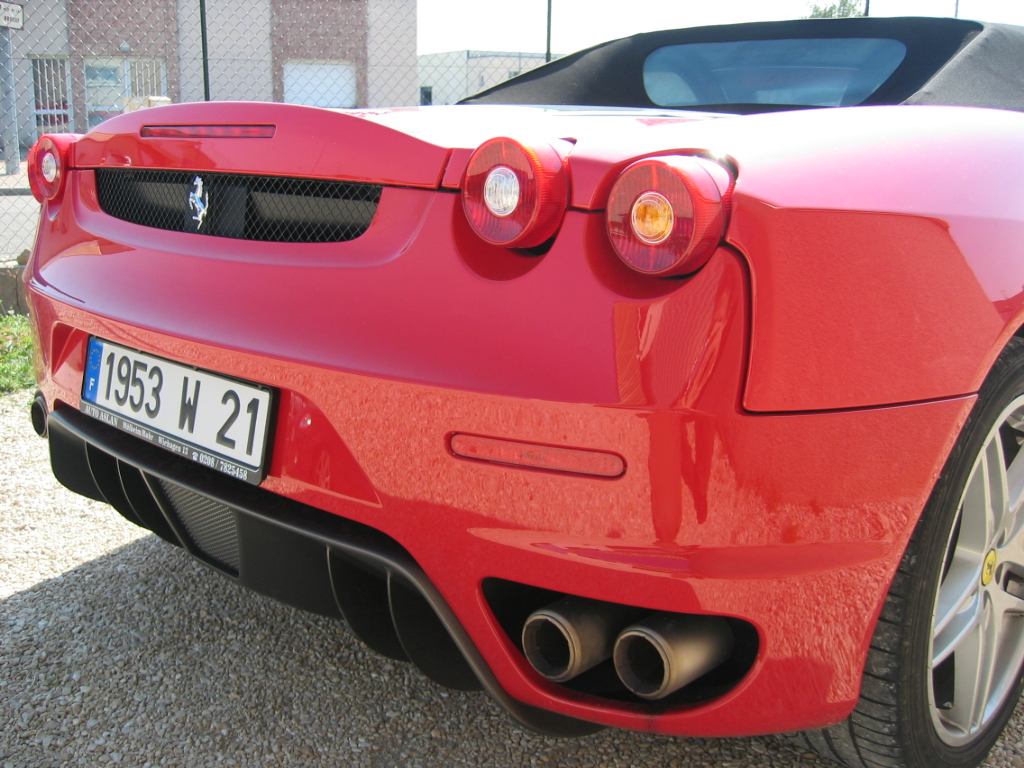
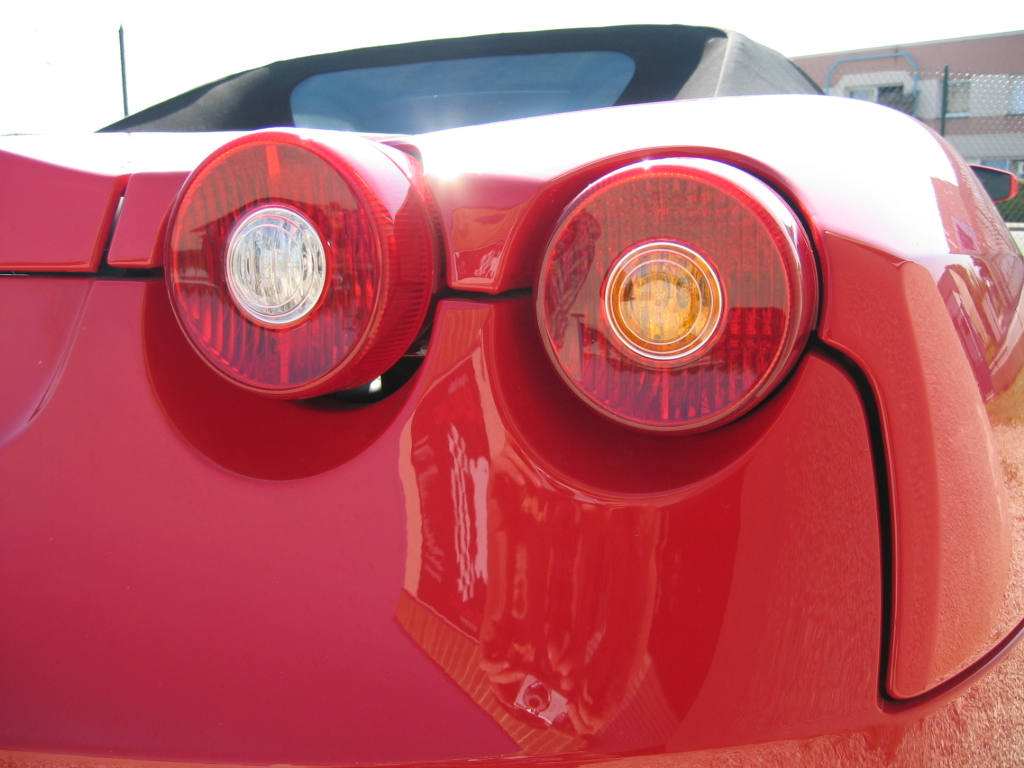
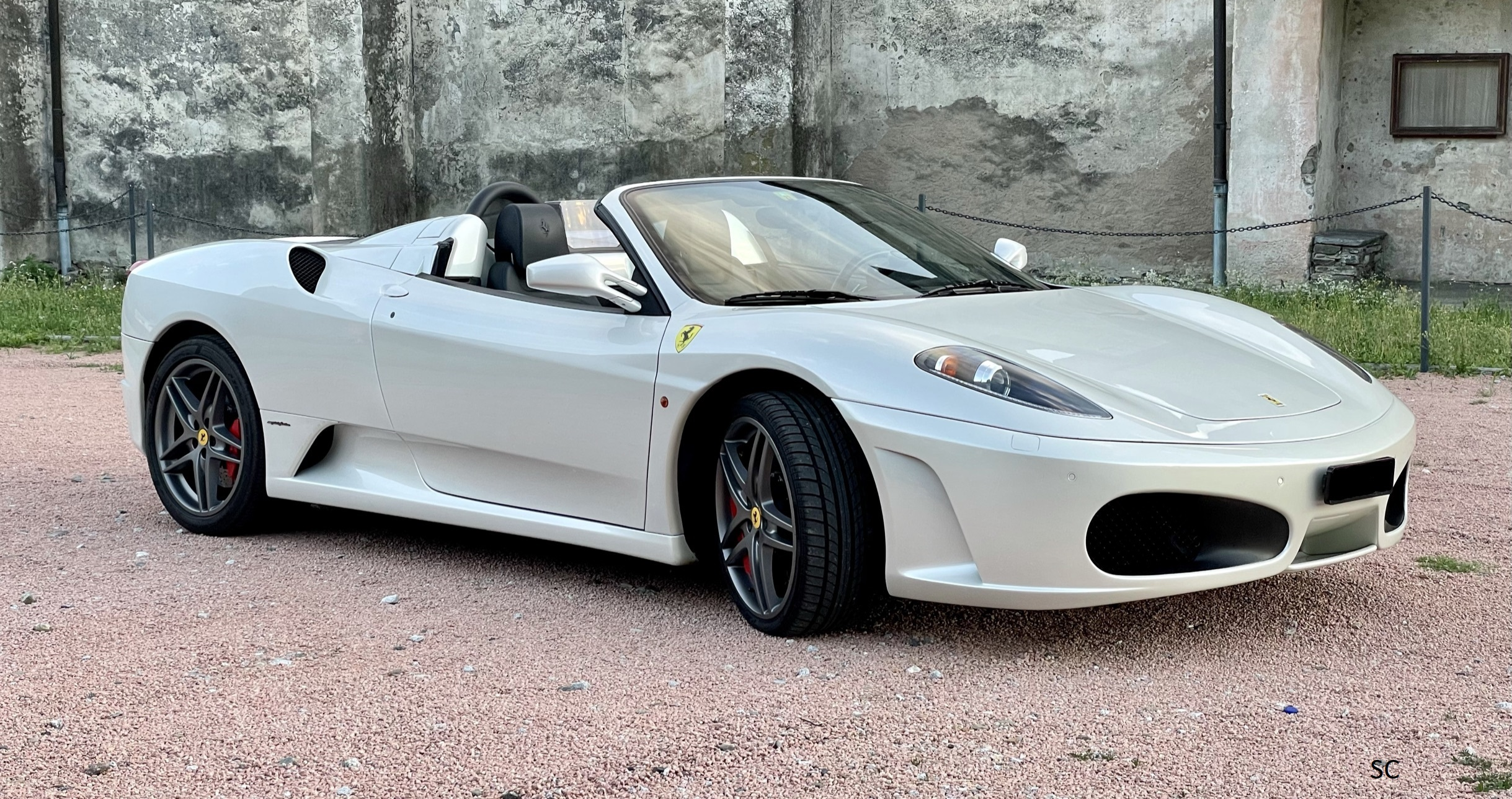
Spider Bianco Fuji.
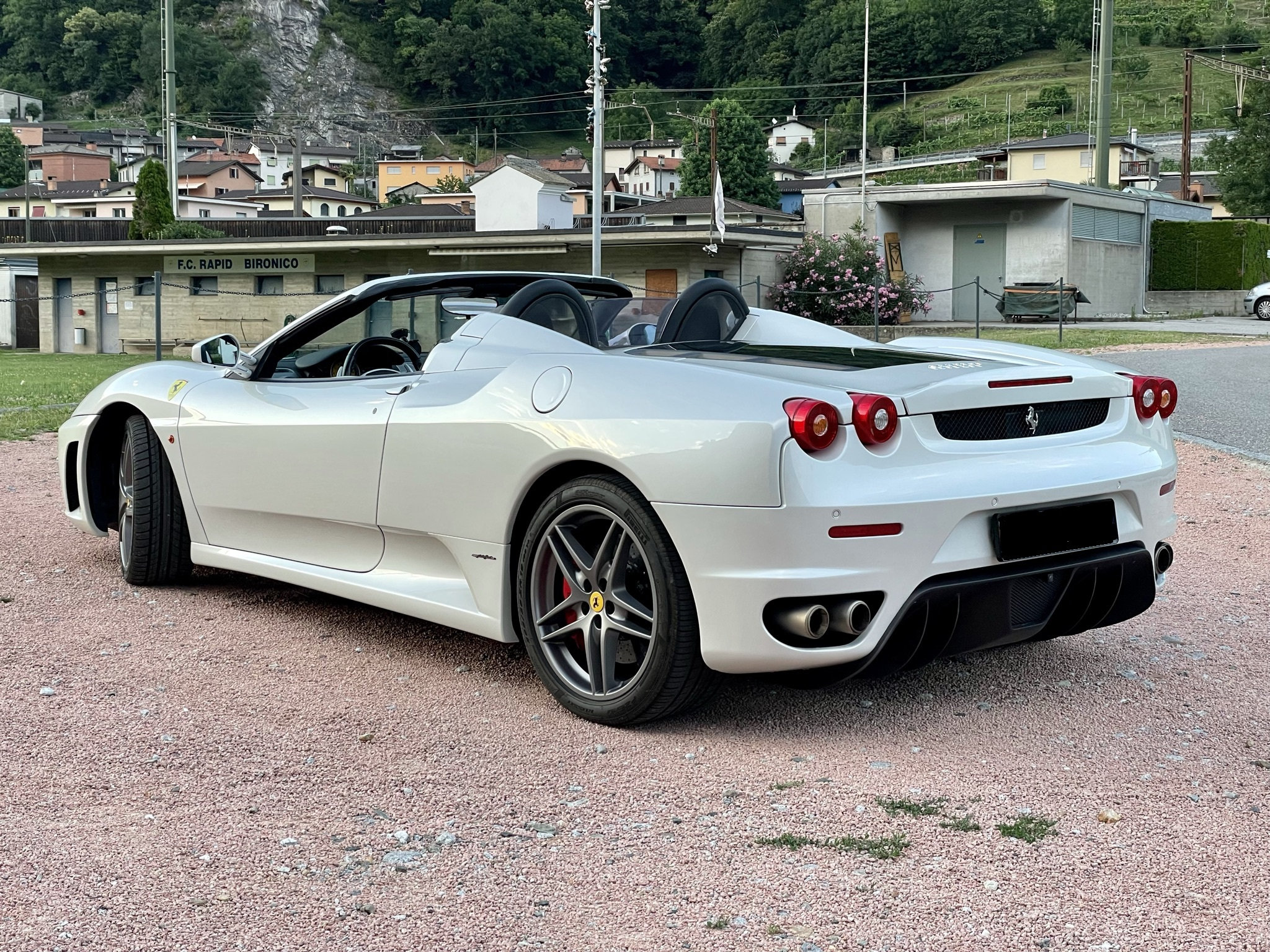
Spider Bianco Fuji.

### F430 Challenge

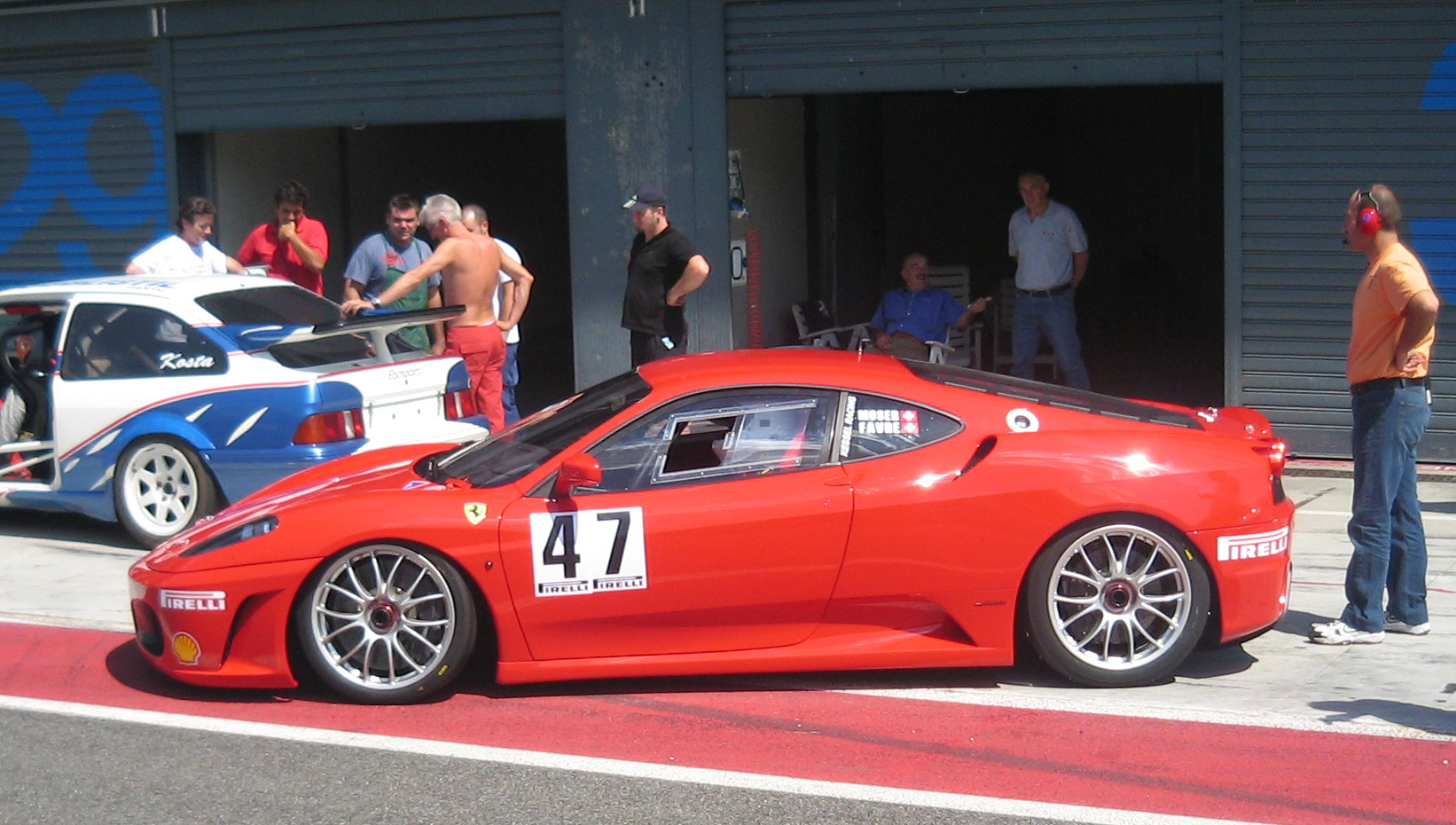
Ferrari F430 Challenge.

La Ferrari F430 Challenge est la version de course de 490 ch, allégée de 125 kg soit un total de 1 225 kg à vide.

### F430 GTC

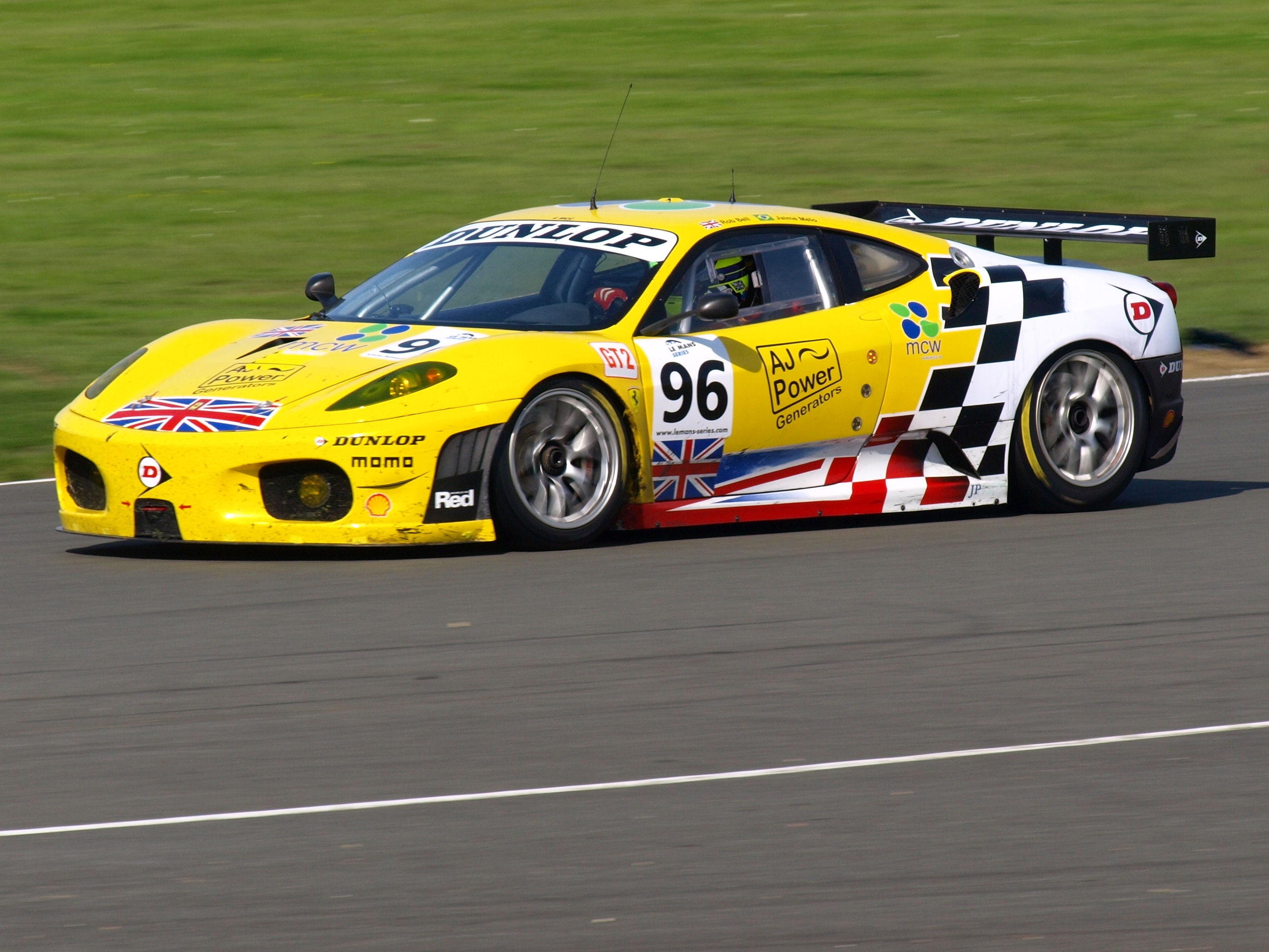
La Ferrari F430 GTC de l'écurie Virgo Motorsport lors des 1 000 kilomètres de Silverstone 2008.

La Ferrari F430 GTC est une version compétition de la Ferrari F430. Elle est homologuée pour courir dans les catégories GT2 puis GTE de l'Automobile Club de l'Ouest et de la Fédération internationale de l'automobile. Présentée en 2006, elle a été engagée dans de nombreux championnats au cours de sa carrière, tels que le FIA GT, l'American Le Mans Series, les Le Mans Series ou l'Intercontinental Le Mans Cup. Elle a également remporté deux fois la catégorie GT2 aux 24 Heures du Mans en 2008 et 2009 avec l'écurie : Risi Competizione.

### F430 GT3

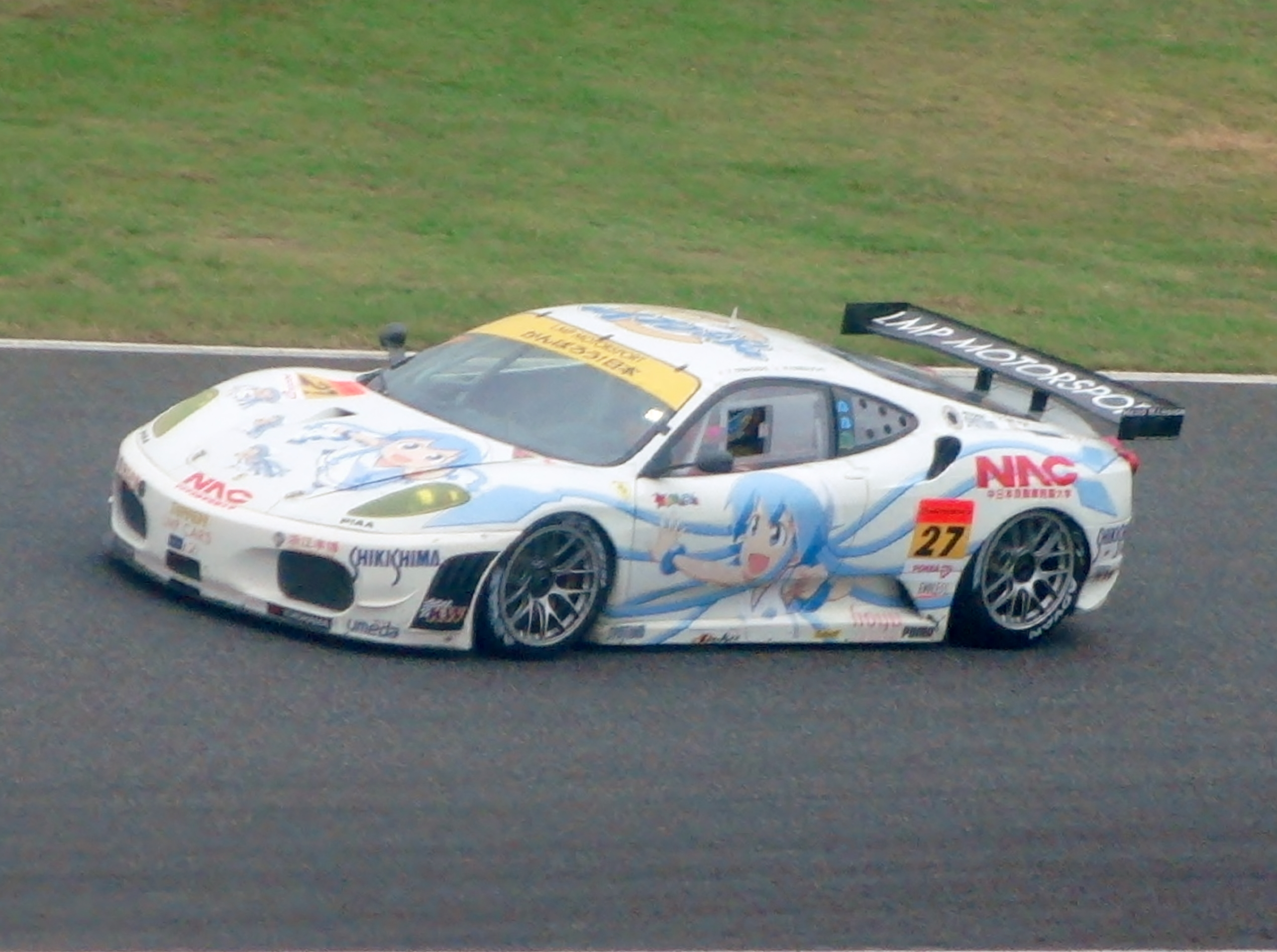
Une F430 GT3.

La Ferrari F430 GT3 est une version 
course de la F430. Elle est homologuée pour courir dans les catégories GT3.

### 430 Scuderia
La Ferrari 430 Scuderia est une version améliorée de la berlinette F430, dans le sens d'une plus grande efficacité sur piste, au détriment du confort. Cette berlinette biplace représente la volonté de Ferrari de démontrer son savoir-faire dans l'implantation de la technologie F1 dans une voiture de production. Développée avec le concours de Michael Schumacher, la 430 Scuderia se positionne ainsi comme une rivale directe de la Porsche 911 GT2.
La 430 Scuderia fut officiellement présentée au salon automobile de Francfort le mardi 11 septembre 2007. Toute désignée comme la digne successeur de la Ferrari 360 Challenge Stradale, elle aurait dû s'appeler tout naturellement « Challenge Stradale ». Le choix de la dénomination « Scuderia » démontre la volonté de Ferrari à produire une voiture d'autant plus exceptionnelle, avec un regard vers la Formule 1. Le magazine Evo titre même : « Formule 1 de route ». Un oxymore qui n'en est plus grâce notamment à Jean Todt qui favorisa les échanges technologiques entre « route » et « course » dans les départements Ferrari. « Scuderia » était par ailleurs l'appellation donnée à une série limitée de l'Alfa 75 en 1990.

#### Performances
Par rapport au moteur V8 de la F430 normale, l'admission est équipée d'un collecteur et d'un filtre à air en carbone. Le V8 délivre en effet 510 ch à 8 500 tr/min, soit 20 ch de plus que la F430 « classique », et 118,38 ch au litre pour une vitesse maxi atteignant les 320 km/h. Avec 4 308 cm3 de cylindrée, son couple atteint au maximum 470 N m à 5 250 tr/min, dont 80 % sont déjà disponible à 3 000 tr/min. Ce moteur est couplé à une nouvelle boîte robotisée F1 Superfast 2, permettant un fonctionnement encore plus rapide des actionneurs. Celle-ci peut en effet être jusqu'à 2 fois plus rapide que celle de la F430 normale : 60 ms lui suffisent pour passer les rapports soit à peine plus qu'une F1 (30 à 40 ms).

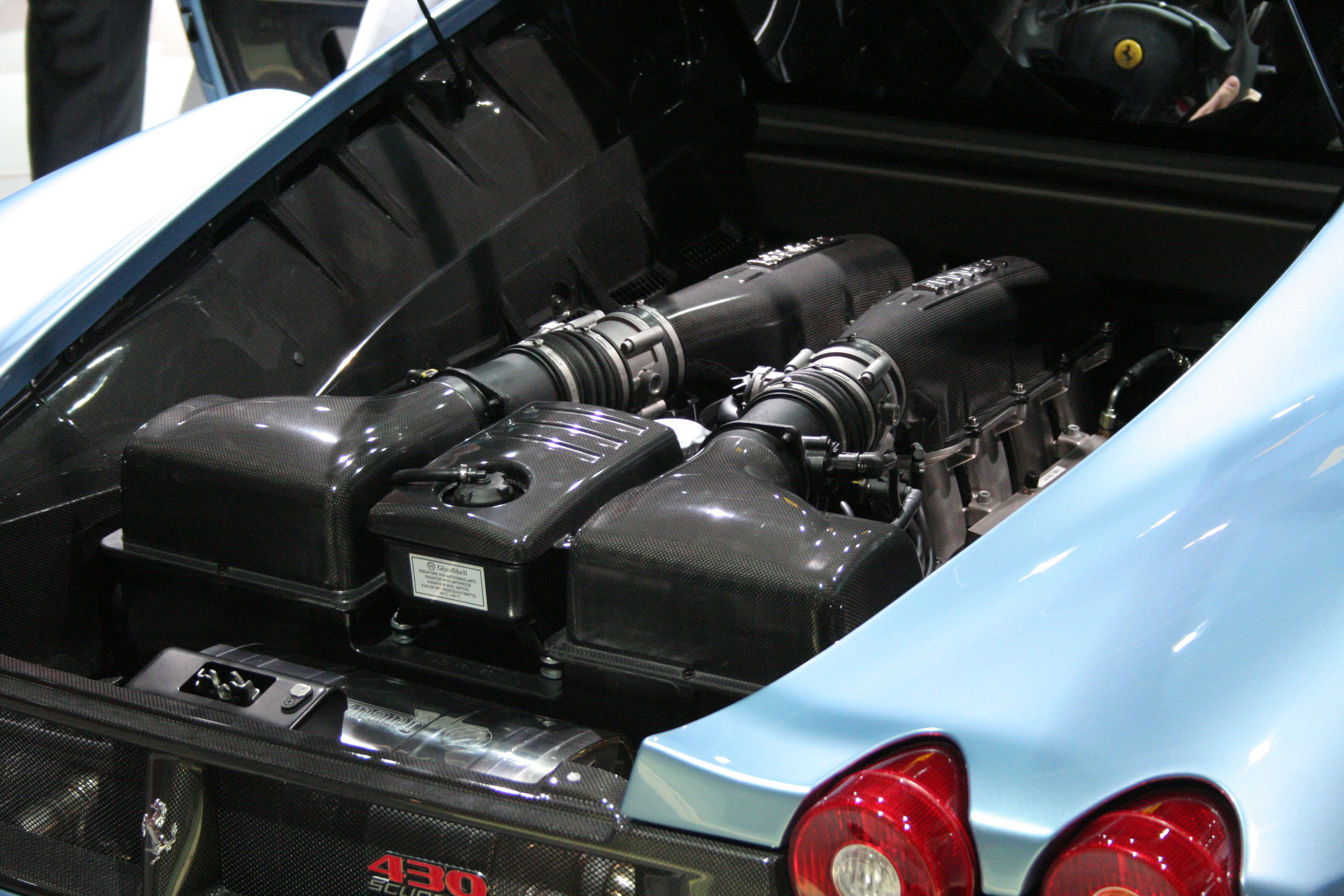
Moteur de la Ferrari 430 Scuderia.

La chasse au surpoids fut lancée par Lamborghini et sa Gallardo Superleggera. Ferrari s'y met également et de telles performances sont alors accessibles grâce à un poids de « seulement » 1 250 kg, soit 100 kg de moins que la version de base, notamment grâce à l'utilisation de carbone dans l'habitacle et de titane sur des éléments de suspension (écrous, ressorts d'amortisseurs), ainsi qu'à la suppression d'habillages et d'insonorisants pour l'habitacle,. La Scuderia affiche ainsi un rapport poids/puissance de 2,65 kg/ch, devant les 2,68 kg/ch de la Lamborghini Gallardo Superleggera et les 3,31 de la Porsche 911 GT3 RS.
Sur le plan des liaisons au sol, la 430 Scuderia reçoit également un nouveau système combinant le différentiel électronique E-Diff de la F430 et le contrôle de traction et de stabilité F1-Trac de la Ferrari 599 GTB Fiorano qui lui confère le comportement d'une voiture de course sans en être une. La 430 Scuderia adopte par ailleurs des suspensions plus fermes et un centre de gravité abaissé de 1,5 cm, ainsi que des pneumatiques semi-slick. La répartition des masses reste quant à elle inchangée : 43 à l'avant et 57 à l'arrière. Par ailleurs, l'adoption de freins en carbone-céramique (6 pistons à l'arrière et 4 à l'avant) confère à la Scuderia un redoutable freinage.
Sur le plan de l'aérodynamique, fort des expériences menées sur le programme FXX, la Scuderia profite de « naseaux » ourlés mais également d'un léger becquet arrière plus prononcé intégré à la carrosserie pour un meilleur appui sur la route et d'un meilleur écoulement de l'air. Ce dernier fut par ailleurs amélioré par la réduction des contre-pression au niveau des passages de roue. Lorsqu'un piston se déplace, il subit deux pressions qui génèrent deux efforts opposés. Un est exercé par le vérin pneumatique et l'autre est dû à la pression qui s'exerce de l'autre côté du piston. Cette pression va dépendre de la vitesse d'évacuation de l'air vers l'échappement. On parle alors de contre-pression. Ces modifications aérodynamiques et techniques dégradent légèrement le Cx qui passe à 0,34 (contre 0,33 pour la F430 standard), mais augmentent significativement l'appui de 10 %. Le pilote peut donc désormais compter sur 75 kg d'appui à 150 km/h et 300 kg à 300.
La 430 Scuderia réalise ainsi un 0 à 100 km/h en seulement 3,4 s, soit une amélioration notable de 0,6 s. Le 1 000 m départ-arrêté est effectué en 20,9 s.
Une simple molette sur le volant, appelée « manettino », permet au conducteur de choisir le type de réglage de la voiture selon les circonstances (basse adhérence, sport, race, CT et enfin CST) : la position normale pour Ferrari est le mode Sport. Il permet au conducteur de modifier, entre autres, les vitesses et lois de changements de rapport ou les réglages du différentiel. Le réglage des amortisseurs est à l'inverse indépendant du manettino, conformément au choix de Michael Schumacher.

#### Design

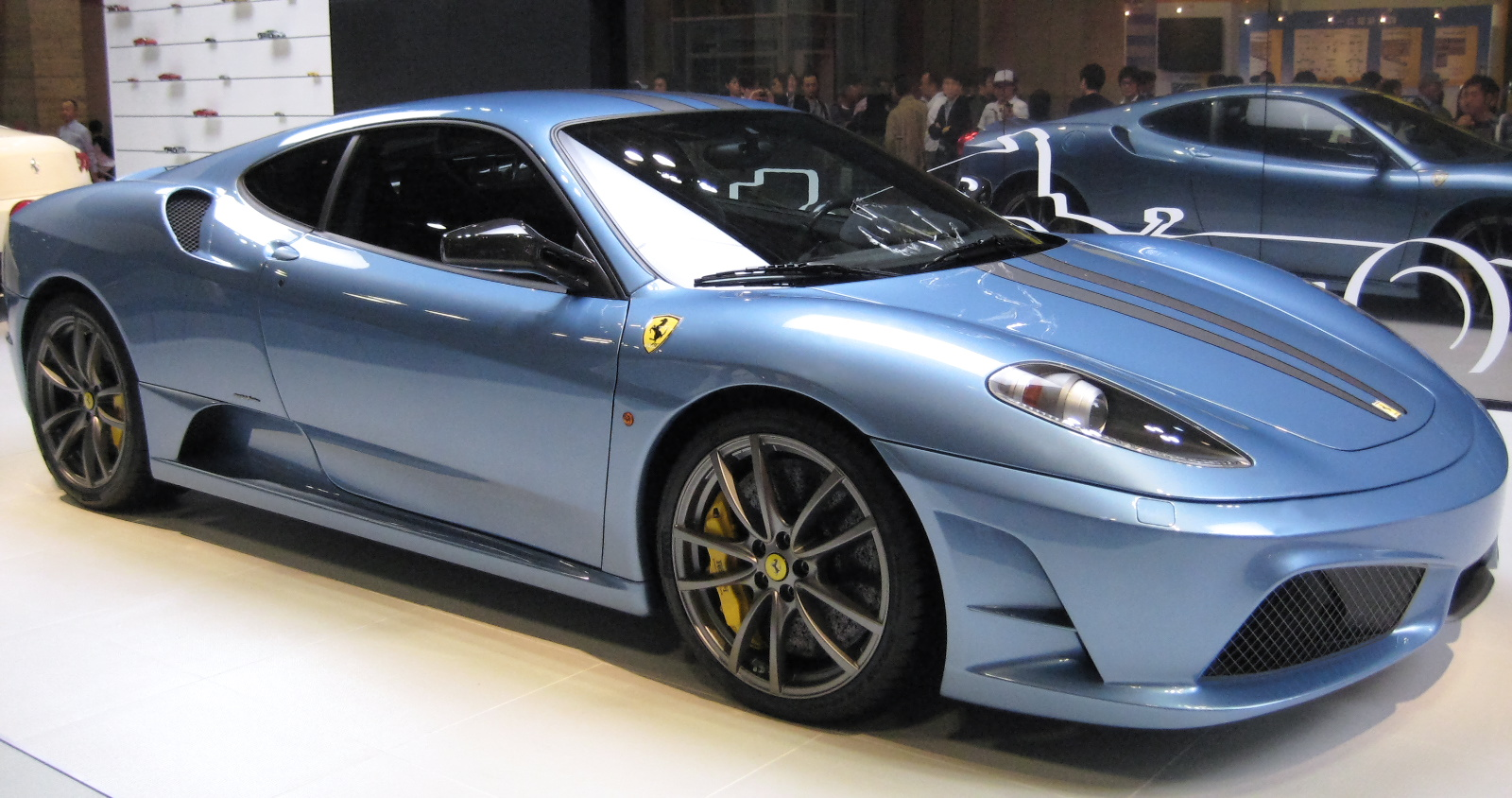
Ferrari 430 Scuderia.

Le détail le plus apparent lorsque l'on compare une F430 avec la version Scuderia est les deux bandes racing noires qui parcourent la Scuderia du logo de Ferrari jusqu'au becquet arrière. La Scuderia profite par ailleurs de nombreux inserts de carbone, ainsi les rétroviseurs extérieurs ou l'entourage de la lunette arrière sont tout en carbone. La Ferrari 430 Scuderia s'accorde des jantes de 19 pouces chaussées de pneumatiques Pirelli PZero Corsa spécifiques à ce modèle. Ces éléments permettent ainsi de distinguer la Scuderia dès le premier regard. Les nouveaux échappements, ou plutôt ceux empruntés à la Challenge, le déflecteur imposant ainsi qu'un nouveau dessin de la face avant font leur apparition : les écopes d'air inférieures sont élargies et présentent un dessin moins en rondeurs et plus prononcé, notamment en raison de ses « naseaux » ourlés. Le V8, quant à lui, est placé sous la vitre en Lexan de la lunette arrière, de même que sur l'Audi R8.
À l'intérieur, le cuir fait place à l'Alcantara. Quant à la planche de bord, elle profite d'un traitement carbone sur le volant, les panneaux de portes et les coques des sièges baquets. Autre touche de luxe dans l'intérieur de la Scuderia ; le volant en peau retournée comme sur la Ferrari Enzo profite de cinq diodes rouges qui s'allument pour annoncer l'approche de la zone rouge du compte-tours. Certains ne changent pas comme l'indicateur de vitesse toujours à fond jaune. Les sièges baquets, également en carbone, sont fermes mais confortables. Le côté sport est par ailleurs accentué par l'utilisation de harnais en guise de ceintures de sécurité.
L'habitacle est flatteur, cependant la finition est en baisse ; ponçage des matériaux, soudures apparentes, etc.

#### Ferrari Scuderia Spider 16M

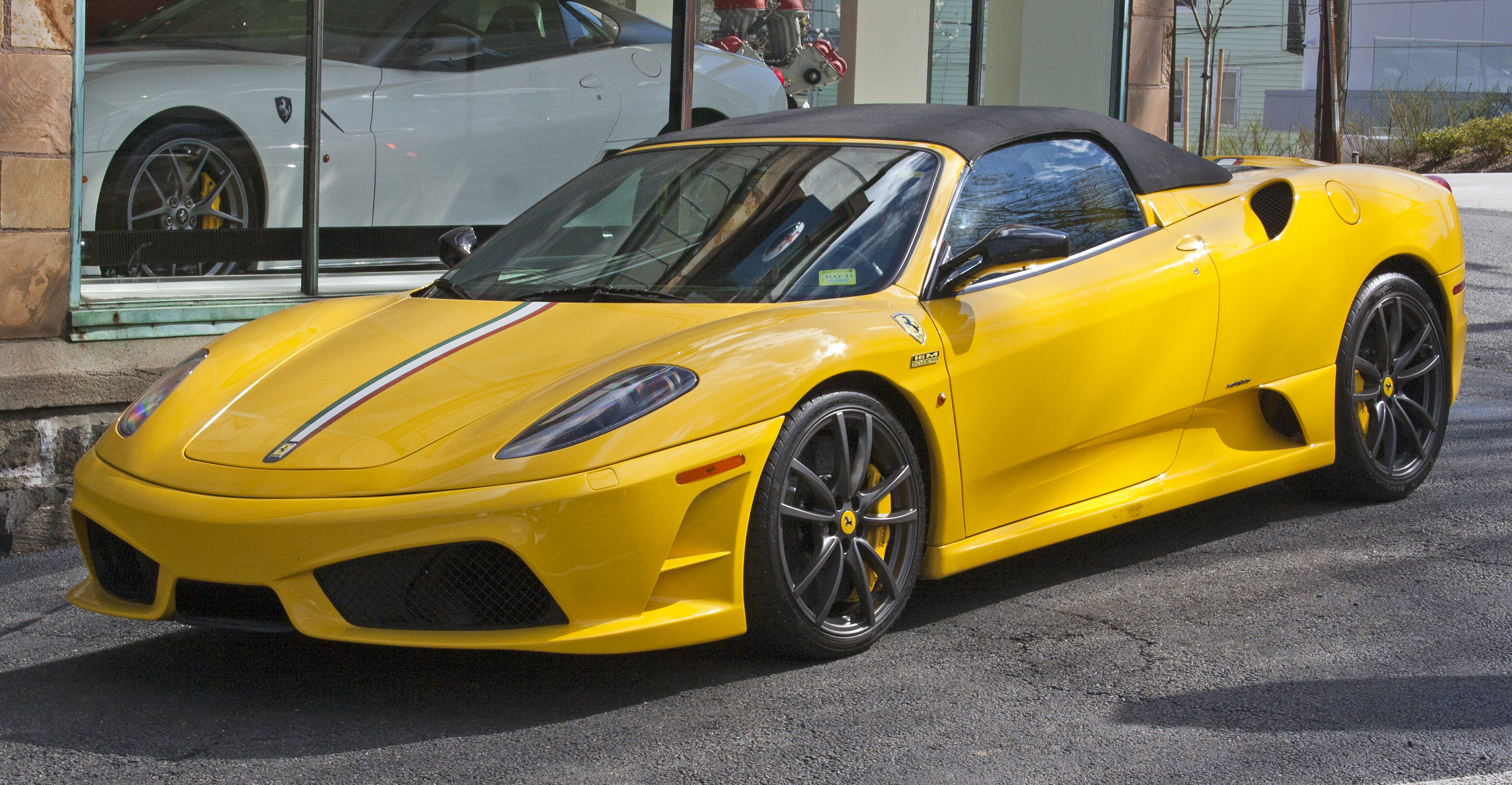
Ferrari 430 Scuderia Spider 16M.

Une série limitée (499 exemplaires) de la F430 Spider reprenant les modifications apportées à la Scuderia a été présenté le 12 novembre 2008. Cette version, jusque dans sa dénomination 16M, fête le seizième titre de champion du monde des constructeurs de F1 obtenu par Ferrari. Le poids est réduit de 80 kg par rapport au Spider normal, ce qui, avec 510 ch pour 1 340 kg, maintient des performances supérieures à la berlinette de base, avec par exemple une accélération de 0 à 100 km/h en 3,7 s. On la reconnait notamment à son écusson « 16M » placé à l'arrière de la voiture près des pots d'échappement.

#### Novitec
Le préparateur automobile allemand Novitec Rosso s'est attaqué, en juin 2008, à la 430 Scuderia. Si sur le plan esthétique, rien ou presque n'a changé (feux de stop plus sombres, jantes exclusives de 20 pouces), à l'inverse, la motorisation de cette Ferrari a été poussée à 717 ch, soit 207 ch de plus que l'originale. Pour cela, Novitec a modifié de nombreux éléments : deux compresseurs, deux d'échangeurs air/eau, une boîte à air redessinée, huit injecteurs plus gros, des circuits de refroidissement renforcés et un nouveau calculateur.

## Dans la culture populaire
Dans le film Pixar Cars sorti en 2006, Michael Schumacher, célèbre pilote automobile emblématique de l'écurie Scuderia Ferrari, apparaît furtivement sous les traits d'une Ferrari F430 rouge. Le personnage est doublé par Schumacher lui-même dans les versions suivantes : originale (anglais), française, allemande, espagnole et italienne. Effectuant une intervention en italien, son prestige et son charisme suscitent l'évanouissement de ses deux interlocuteurs.
Le groupe de cloud rap français F430 s'est nommé ainsi en hommage au modèle.